# Чернецово (Дедовичский район)
Чернецо́во — деревня в Дедовичском районе Псковской области России. Входит в состав Вязьевской волости.
Расположена на востоке района, в 15 км к юго-востоку от районного центра Дедовичи.

## Население
| 2001 | 2002 | 2010 |
| ---- | ---- | ---- |
| 186  | ↘163 | ↘144 |

Численность населения деревни по оценке на начало 2001 года составляла 186 жителей.

## История
До июня 2010 года деревня была административным центром ныне упразднённой Чернецовской волости. С июля 2010 до апреля 2015 года деревня входила в состав Сосонской волости, упразднённой затем в пользу Вязьевской волости.